# Kholi

## Concepto
El Kholi o Koli es un deporte creado por los habitantes de Mata Nui en donde juegan de tres a seis equipos de dos matoran cada uno se juega en un pequeño estadio circular con tres a seis arcos, un matoran de cada equipo protege su respectivo arco. El objetivo es empujar una pequeña pelota con palos de Kholi hacia cualquier arco contrario y que la pelota entre para marcar un punto.

## Jugadores oficiales
Hahli y Mackuu, jugadores oficiales de Ga-Koro.
Hafu y Hewkii (o Huki), jugadores oficiales de Po-Koro.
Kopeke y Matoro, jugadores oficiales de Ko-Koro.
Jaller y Takua, jugadores oficiales de Ta-Koro.
Onepu y Taipu, jugadores oficiales de Onu-Koro y 
Kongu y Tamaru, jugadores oficiales de Le-Koro.
- Datos: Q5959425